# Philopterus turdi
Philopterus turdi är en fjäderlus som beskrevs 1842 av Henry Denny. Arten ingår i släktet Philopterus, och familjen Philopteridae. Arten är reproducerande i Sverige. Inga underarter finns listade i Catalogue of Life.